# To the Moon (Album)
To the Moon ist ein Studioalbum von Jean-Marc Foltz, Matt Turner und Bill Carrothers. Die  2008 im Creation Audio Studio, Minneapolis, entstandenen Aufnahmen erschienen 2010 auf Ayler Records.

## Hintergrund
Das Trio ist kollaborativ angelegt, aber der Initiator war Foltz, der in den Liner Notes mitteilte, dass er sich persönlich vom Text von Albert Girauds „Pierrot Lunaire“ inspirieren ließ, obwohl er bei dem Projekt den beiden Partnern völlige Freiheit gelassen hat: „Lass uns irgendwo Musik finden …“. Prämisse von To the Moon war, dass drei Musiker planten, für eine Aufnahmesession komplett improvisierter Musik ins Studio zu gehen, der sie „einen jenseitigen Klang“ verleihen wollten.

## Titelliste
- Matt Turner / Jean-Marc Foltz / Bill Carrothers: To the Moon (Ayler Records AYLCD-112)[2]

1. Moonfleck	3:14
2. Black Butterflies	3:18
3. A Pale Washerwoman	3:16
4. Knitting Needles	5:43
5. Moondrunk	6:35
6. Crosses	5:24
7. Gallows Song	5:25
8. Old Pantomimes	4:05
9. To Columbine	4:55
10. Prayer	8:02

Die Kompositionen vstammen von Matt Turner, Jean-Marc Foltz und Bill Carrothers.

## Rezeption
Nach Ansicht der italienischen Redaktion von All About Jazz sei To the Moon ein einzigartiges Musikwerk; obwohl es vollständig improvisiert ist, scheint es vollständig ausgeschrieben zu sein und offenbare eine Klangqualität und ein strukturelles System, die in die ästhetische Linie der ECM New Series passen könnte. Zwischen den drei Musikern würde ein großes Verständnis herrschen: Exhibitionismus und Virtuosität seien ausgeschlossen, um Raum für gegenseitiges Zuhören zu schaffen und in aller Ruhe einen raffinierten melodischen Dialog aufzubauen. Es handle sich um Kammermusik, kalibriert, die sich in einem langsamen und vorsichtigen Tempo bewege, durchdrungen von einer geheimnisvollen Ader, die in einigen Liedern („Gallows Song“ und insbesondere „Knitting Needles“) in verstörendere Töne übergeht. „Old Pantomimes“ hingegen geht mit einer nostalgischen und zart tänzerischen Erzählung weiter, fast eine gepriesene Neuinterpretation der Affektiertheit des 18. Jahrhunderts, während „To Colombine“ von elegischer Melancholie geprägt ist.

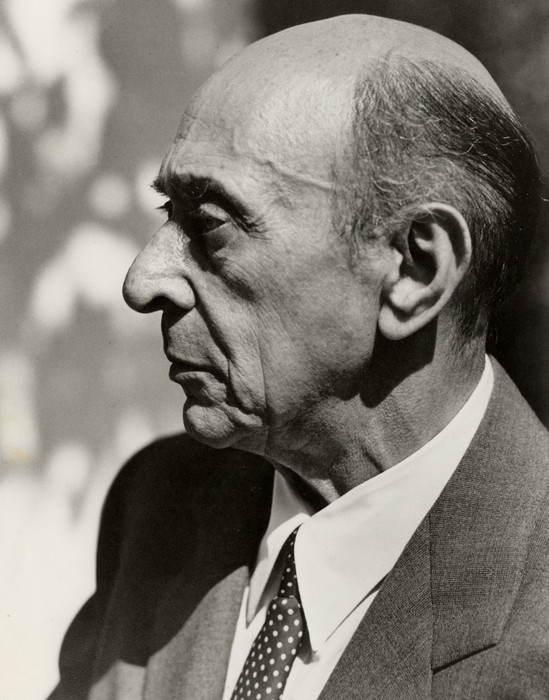
Schönberg in Los Angeles, etwa 1948

Auch wenn es auf den ersten Blick so aussieht, als wären die zehn funkelnden Miniaturen, die der französische Klarinettist und seine amerikanischen Kollegen – der Pianist Bill Carrothers und der Cellist Matt Turner – darbieten, Hochglanzbeispiele für komponierte Musik, eine sorgfältige Untersuchung zeige jedoch genau das Gegenteil, schrieb Ken Waxman in JazzWord. Die Inspiration sei teilweise von der Erzählung gekommen, die Arnold Schönberg zu „Pierrot Lunaire“ inspirierte, sowie vom winterlichen Mondlicht der Studioumgebung. Das Ergebnis sei atmosphärisch und elegisch gleichermaßen. Oft würden die Chalumeau-Texturen von Foltz‘ Bassklarinette präsentiert, die sich erheben und summen, wenn sie kontrapunktisch auf traurige Cello-Slides und klimpernde Metronompassagen des Klaviers treffen. Als Improvisatoren würden die drei auch eine subversive Postmoderne entlarven. „Crosses“ zum Beispiel beginnt mit Carrothers rezitalartigen Harmonien, die mit vibrierenden Slides von Turner verschmelzen. Doch während das gebrochene Oktavthema von einem unbeirrten Pianisten gespielt wird, ist Foltz ständig dabei.
Das sei besinnliche Musik, die eine ferne Schönheit besitzt, wie Sterne in dunkler Nacht weit weg von den Lichtern der Stadt, die Bewunderung und Grübeleien über ihre majestätische Kraft weckt, meinte Aaron Novik in seinem Blog Bird is the Worm zu To the Moon. Foltz lasse seine Klarinetten in einer Weise erklingen, als kämen sie aus der Dunkelheit. Je tiefer das Register, desto gefühlvoller und geheimnisvoller ist sein Klang. Auf dem Titel „To Columbine“ bleibe seine Klarinette im Hintergrund, doch ihre Präsenz ist jedes Mal am deutlichsten, wenn er eine gemächliche, heitere Note anstimmt. Und wenn er die Führung übernehme, wie er es bei „Prayer“ tut, unternehme er bewusste Schritte, die eine Zurückhaltung besitzen, selbst wenn ein Weg gewählt wird, der vom etablierten Weg abweiche.